# Valeria (telenovela)
Valeria è una telenovela argentina realizzata nel 1987. Scritta da Ligia Lezama, ha come protagonisti la figlia di quest'ultima, l'attrice venezuelana Mayra Alejandra, e l'attore argentino Juan Vitali.
Prodotta da Raúl Lecouna, in Argentina è stata trasmessa da Canal 11 di Buenos Aires (oggi Telefe).
In Italia è andata in onda la prima volta su Rete 4 nel 1991. In seguito è stata replicata da varie reti locali, ma anche da emittenti nazionali come Lady Channel e Rai Premium. La sigla italiana d'apertura e chiusura è la canzone Manifesto, cantata da Maurizio Vandelli.

## Trama
Valeria Montiel, figlia di Giampaolo e Margherita, assiste nel giorno della sua prima comunione all'assassinio dei suoi genitori ad opera di Leonardo Andrade, loro nemico.
La piccola, rimasta orfana e povera (Leonardo riesce infatti ad appropriarsi delle terre che avrebbe ereditato dai suoi genitori), viene accolta nella casa di un amico del padre. Passati diciassette anni, l'uomo in punto di morte le confessa che sua madre è viva ma introvabile. A partire da quel momento Valeria ha un unico pensiero: ritrovare sua madre. 
La sua ricerca la porta ad abbandonare la sua terra natale, il Venezuela, e trasferirsi a Buenos Aires, in Argentina. Lì patirà la fame, avrà molte disavventure, ma incontrerà anche gente pronta ad aiutarla, come Babù, una vedova caduta in disgrazia dopo la morte del marito, che la accoglie nella sua umile casa. E si troverà anche al centro di un triangolo amoroso con Ruggero Fabiani, un bravo ragazzo per il quale però la giovane nutre solo un sentimento di amicizia, e Luigi Saverio Parisi, un uomo affascinante del quale Valeria si innamora a prima vista.
Non sa però che entrambi la legano al suo passato: Ruggero Fabiani è infatti il nipote di Lorenzo Vasconcelos, un vedovo che ha sposato in seconde nozze Liliana, conosciuta quando questa lavorava nelle sue piantagioni di caffè in Brasile. La donna è Margherita, madre di Valeria, ma non ricorda nulla del suo passato a causa del trauma subito: il giorno dell'agguato, Leonardo Andrade (che per lei aveva sempre provato una forte passione), dopo averla violentata le aveva sparato lasciandola moribonda; lei era sopravvissuta ma aveva perso la memoria. Luigi Saverio Parisi invece è nientemeno che il figlio di Leonardo, il quale tempo prima si era trasferito con la famiglia in Argentina dove, col cognome Parisi, era riuscito anche a far fortuna.
Quando Leonardo conoscerà la vera identità di Valeria e Liliana, le due donne saranno in pericolo. Anche Luigi Saverio verrà a sapere che Valeria è la figlia dei Montiel ma, pur credendo nell'innocenza del padre, non avrà il coraggio di rivelarle chi è veramente. Arriverà però il momento in cui ogni segreto sarà svelato, Valeria potrà riabbracciare sua madre, e l'amore e la giustizia trionferanno.

## Personaggi
- Valeria Montiel, interpretata da Mayra Alejandra: è una giovane venezuelana che si trasferisce a Buenos Aires per ritrovare la madre scomparsa il giorno dell'agguato avvenuto diciassette anni prima, quando fu anche ucciso suo padre; in Argentina conoscerà l'amore della sua vita, Luigi Saverio, ma dovrà lottare fino alla fine perché il suo amore trionfi e giustizia sul sangue versato sia fatta.
- Luigi Saverio Andrade/Parisi, interpretato da Juan Vitali: è il figlio di Leonardo Andrade, diventato Parisi una volta arrivato in Argentina; si innamora follemente di Valeria ma teme che la perderà una volta che scoprirà la sua vera identità, di essere cioè il figlio di colui che ha distrutto la sua famiglia.
- Leonardo Andrade/Parisi, interpretato da Rodolfo Machado: è il padre di Luigi Saverio e Marilina, un uomo crudele e senza scrupoli, autore dell'agguato ai danni dei Montiel.
- Liliana Vasconcelos, interpretata da María Vaner: moglie di Lorenzo Vasconcelos, è in realtà Margherita Montiel, la madre di Valeria, ma non sa di esserlo, non ricordando nulla del suo passato.
- Lorenzo Vasconcelos, interpretato da Maurice Jouvet: magnate del caffè, ha una figlia di primo letto, Susy; dopo la morte della sua prima moglie, ha sposato Liliana; pur conoscendo la vera identità della consorte, preferisce tacere.
- Deborah Merino, interpretata da Elvia Andreoli: intrigante e calcolatrice ereditiera, fidanzata con Luigi Saverio.
- Ruggero Fabiani, interpretato da Edgardo Moreira: è un pubblicitario, nipote di Lorenzo; si innamora perdutamente di Valeria.
- Susy Vasconcelos, interpretata da Silvia Cichello: è la figlia di Lorenzo, una ragazza paralitica, innamorata (non ricambiata) di Ruggero.
- Babù, interpretata da Eloísa Cañizares: accoglie Valeria nella sua umile casa quando incontra la ragazza mentre vaga sola e spaesata per le vie di Buenos Aires.
- Marilina Andrade/Parisi, interpretata da Stella Maris Medrano: è la sorella di Luigi Saverio.
- Andrea, interpretata da Nelly Panizza: è la sorella della prima moglie di Lorenzo; segretamente innamorata dell'ex cognato, odia Liliana.
- Alberto Merino, interpretato da Fabián Pizzorno: fratello di Deborah e marito infedele di Marilina.
- Riccardo Rinaldi, interpretato da Jean Pierre Noher: si innamorerà di Marilina.
- Davide Fabiani, interpretato da Pedro López Lagar Jr: fratello di Ruggero, è segretamente innamorato di Susy.
- Osvaldo, interpretato da Horacio Nicolai/Jorge D'Elía: braccio destro di Leonardo e suo apparentemente fedele consigliere; si scoprirà che è il vero padre di Luigi Saverio.
- Giuliano, interpretato da Boris Rubaja: amico fotografo di Ruggero, con problemi di alcolismo.
- Mariuccia, interpretata da Luz Kerz: amica di Valeria, fidanzata con Giuliano.
- Roberta, interpretata da Nya Quesada: vicina di casa di Babù e mamma di Mariuccia.
- Carola, interpretata da Roxana Randón: amica di Babù.